# Les Sardines
Pour les articles homonymes, voir Sardine (homonymie).
Les Sardines est une chanson humoristique écrite par Patrick Sébastien. Elle est parue dans l'album Pochette surprise, sorti en décembre 2006.

## Description
Comme beaucoup d'autres chansons de Patrick Sébastien, elle a pour vocation de divertir. De paroles assez simples et facilement mémorisables, cette chanson a un air plutôt entraînant, incitant à faire la fête.
Les paroles, en rapport avec le titre, décrivent la situation que l'on peut vivre en soirée bondée à être serrés comme des sardines, comme le veut l'expression. Cette chanson incite à profiter de ce moment pour en faire un événement en suivant une démarche décrite au fur et à mesure qu'avance la chanson.
Les paroles sont de Patrick Sébastien, et la musique de Patrick Sébastien, Gilles Arcens, Pascal Miconnet et René Coll, ces trois derniers musiciens étant fréquemment regroupés sous le nom unique "Armicol" (notamment pour le dépôt légal des chansons à la SACEM).

## Popularité
Le morceau gagne d'abord en popularité sur internet lorsqu'un mash-up couplant la musique avec les images d'un concert des Foo Fighters est réalisé,. 
Ensuite, la chanson acquiert une plus forte notoriété grâce à Cyril Hanouna et à son émission Touche pas à mon poste !. De l'aveu de Patrick Sébastien lui-même, à plusieurs reprises, il a dit que l'animateur de D8 « en a fait un tube ». Pour preuve de la notoriété fulgurante de la chanson, bon nombre de réinterprétations de la chanson sont mises en ligne (via YouTube, Twitter ou même Facebook), en incluant quasi-systématiquement la « danse de l'épaule » créée par Cyril Hanouna[réf. nécessaire].
En 2013, il sort en single un remix.

## Reprise
- 2017 : Swoop [BE] - De Sardienendans[5]